# Сопот (община, Сербия)
Сопот (серб. Сопот) — община в Сербии, входит в округ Белград.
Население общины составляет 20 207 человек (2007 год), плотность населения составляет 75 чел./км². Занимаемая площадь — 271 км², из них 72,2 % используется в промышленных целях.
Административный центр общины — город Сопот. Община Сопот состоит из 17 населённых пунктов, средняя площадь населённого пункта — 15,9 км².

## Статистика населения общины
| Год  | Население, чел. |
| ---- | --------------- |
| 1991 | 21599           |
| 2001 | 20435           |
| 2002 | 20430           |
| 2003 | 20385           |
| 2004 | 20361           |
| 2005 | 20339           |
| 2006 | 20258           |
| 2007 | 20207           |